# Windthorst (Saskatchewan)
Windthorst es un pueblo canadiense situado en la provincia de Saskatchewan.

## Superficie
Windthorst tiene una superficie de 1,34 km².

## Demografía
En 2021, tenía 194 habitantes, una densidad poblacional de 144,8 hab./km², y 123 viviendas.